# Petronella Oortmans

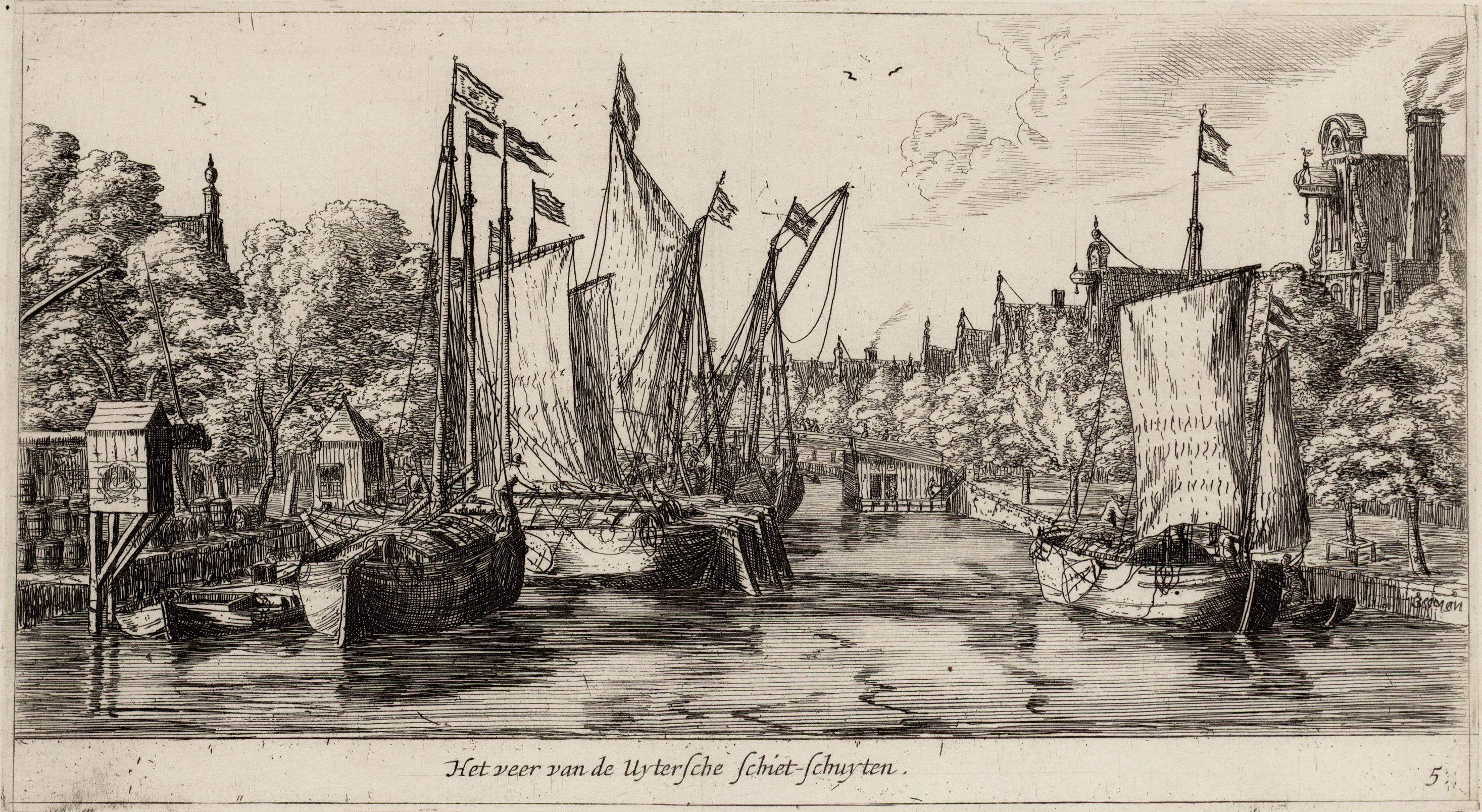
Singel 249-251 met brouwerij de Zwaan en het Utrechtseveer.

Petronella Oortmans (Amsterdam, 4 oktober 1654 – Amsterdam, 6 mei 1727), was een kunstverzamelaarster. 

## Biografie
Petronella Oortmans werd geboren als dochter van Adam Oortmans (1622-1684) en Petronella de la Court (1624-1707). Haar vader was zijdelakenwinkelier en later brouwer en eigenaar van brouwerij De Zwaan. Haar moeder was kunstverzamelaarster. 
Petronella Oortmans trouwde in 1677 (na ondertrouwd te zijn op 28 oktober 1677) in Amsterdam met haar neef, de koopman Abraham du Pré (du Pree; 1655-1728). Uit hun huwelijk werden zes zoons – Martinus (1678), Adam (1681), Martinus (1684), Abraham (1686), Abraham (1693), Petrus (1695) – en een dochter Anna Elisabeth (1683) geboren, van wie twee zoons jong stierven. Het echtpaar du Pré-Oortmans woonde aan de Herengracht in Amsterdam. 
Tegen het einde van hun leven verhuisden Abraham du Pré en Petronella Oortmans naar het ouderlijk huis, het woonhuis van brouwerij De Zwaan. Daar is zij in 1727 overleden. Petronella Oortmans werd begraven in de Nieuwezijds Kapel, waar zij in 1654 ook was gedoopt.

## Kunstverzameling
Haar moeder Petronella de la Court is onder meer bekend gebleven door haar poppenhuis, dat tegenwoordig onderdeel van de collectie van het Centraal Museum is. Na haar overlijden, in 1707, werd haar kunstverzameling geveild. Petronella Oortmans erfde haar moeders muntenverzameling. Uit de veiling kocht zij negen schilderijen, waaronder Jonge vrouw tekenend in een atelier, door Gabriel Metsu, dat zich tegenwoordig in de National Gallery in Londen bevindt. Petronella Oortmans volgde haar moeders voorbeeld door zelf ook een kunstverzameling aan te leggen. Net als haar moeder had zij een voorkeur voor Leidse fijnschilders. Ze bezat onder meer zeven werken van Willem van Mieris.